# Frank Fraser Lawton
Frank Fraser Lawton (Chorlton (Chorley?), Lancashire, Anglaterra, 1871 - (1955 Vernet-les-Bains?) fou un executiu anglès.
Va ser el director gerent de la Barcelona Traction, Light and Power, constituïda el 1911 a Toronto i coneguda com La Canadenca. La Barcelona Traction va crear una xarxa de producció i distribució d'energia elèctrica a Catalunya, que va servir per electrificar la indústria del país. Amb la formació de la societat Ferrocarriles de Cataluña, S.A., la companyia canadenca reblava el projecte modernitzador amb l'electrificació de les comunicacions.
Sabadell li dedicà un carrer i un passatge a tocar de Sabadell-Estació, estació dels Ferrocarrils de la Generalitat.